# Odense Håndbold
L'Odense Håndbold è una società danese di pallamano, con sede a Odense. Milita nella Damehåndboldligaen, massima serie del campionato danese femminile, della quale ha vinto un'edizioni. Ha vinto anche una Coppa di Danimarca.

## Storia
La società venne fondata il 27 agosto 2009 con la denominazione Odense GOG come fusione dell'Odense Håndbold, militante in seconda divisione, e della sezione femminile di pallamano del GOG Svendborg TGI, militante in massima divisione. La nuova società ottenne la licenza del GOG Svendborg TGI per la partecipazione alla Damehåndboldligaen. La prima stagione venne conclusa al nono posto e nell'estate 2010 la società cambiò denominazione in Handball Club Odense.
Nella stagione 2013-2014 la squadra partecipò per la prima volta ai play-off per la conquista del campionato nazionale, venendo subito eliminata ai quarti di finale, e partecipò per la prima volta anche a una competizione continentale, la Coppa delle Coppe, dove venne eliminata agli ottavi di finale dalle austriache dell'Hypo Niederösterreich. Nella stagione successiva l'HC Odense venne eliminato al terzo turno della Coppa delle Coppe dalle connazionali del Randers. Con l'avvio della stagione 2016-2017 la società cambiò denominazione in Odense Håndbold.
Nella stagione 2017-2018 l'Odense concluse al secondo posto la stagione regolare e raggiunse la finale dei play-off per il titolo, dove venne sconfitto dal København Håndbold che vinse gara tre per 25-23 dopo che le due squadre avevano vinto una gara a testa in precedenza. Nello stesso anno l'Odense raggiunse la finale della Coppa di Danimarca, persa contro il Nykøbing Falster. Analogo esito si ebbe l'anno dopo, con l'Odense sconfitto in finale dall'Herning-Ikast.
Nella stagione 2018-2019 l'Odense chiuse al primo posto la stagione regolare, ma al terzo posto i play-off per il titolo. Inoltre, fece il suo esordio nell'EHF Champions League. Dopo aver superato sia la fase a gironi sia la fase principale, quest'ultima a scapito delle connazionali del København Håndbold grazie agli scontri diretti, l'Odense venne eliminato ai quarti di finale dalle ungheresi del Győri ETO KC. La stagione 2019-2020 venne funestata dalla pandemia di COVID-19, il campionato nazionale venne sospeso a marzo 2020 con l'Odense secondo in classifica e le rimanenti partite cancellate assieme alla fase play-off. Anche le competizioni europee vennero cancellate con l'Odense che aveva raggiunto la final four di EHF Cup.
Nella stagione 2020-2021 arrivarono per l'Odense i primi trofei nazionali. Infatti, il 29 maggio 2021 la squadra ha vinto per la prima volta nella sua storia il campionato danese, superando nella serie finale il Viborg. Il 6 giugno successivo arrivò anche il primo successo nella coppa di Danimarca, superando in finale il Nykøbing Falster per 32-26. In Champions League, invece, la squadra venne eliminata agli ottavi di finale dalle norvegesi del Vipers Kristiansand.

## Palmarès

### Competizioni nazionali
- Damehåndboldligaen: 1

2020-2021
- Coppa di Danimarca: 1

2020

## Organico

### Rosa 2021-2022
Rosa come da sito ufficiale.
|    | Naz.                   |    | Sportivo             | Anno |  |  |
| -- | ---------------------- | -- | -------------------- | ---- |  |  |
| 1  | Svezia (bandiera)      | P  | Martina Thörn        | 1991 |  |  |
| 3  | Norvegia (bandiera)    | PV | Maren Nyland Aardahl | 1994 |  |  |
| 4  | Norvegia (bandiera)    | T  | Malene Aambakk       | 1993 |  |  |
| 5  | Danimarca (bandiera)   | C  | Trine Knudsen        | 1993 |  |  |
| 6  | Danimarca (bandiera)   | A  | Freja Cohrt          | 1994 |  |  |
| 7  | Paesi Bassi (bandiera) | A  | Bo van Wetering      | 1999 |  |  |
| 8  | Paesi Bassi (bandiera) | T  | Lois Abbingh         | 1992 |  |  |
| 11 | Danimarca (bandiera)   | PV | Rikke Iversen        | 1993 |  |  |
| 16 | Danimarca (bandiera)   | P  | Althea Reinhardt     | 1996 |  |  |
| 18 | Danimarca (bandiera)   | PV | Kamilla Larsen       | 1983 |  |  |
| 21 | Giappone (bandiera)    | A  | Ayaka Ikehara        | 1990 |  |  |
| 31 | Danimarca (bandiera)   | A  | Kelly Vollebregt     | 1995 |  |  |
| 32 | Danimarca (bandiera)   | T  | Mie Højlund          | 1997 |  |  |
| 48 | Paesi Bassi (bandiera) | T  | Dione Housheer       | 1999 |  |  |
| 68 | Danimarca (bandiera)   | C  | Helena Elver         | 1998 |  |  |
| 90 | Danimarca (bandiera)   | C  | Mia Rej              | 1990 |  |  |